# Syfilis
Syfilis (även kallad lues, tidigare franska sjukan) är en sexuellt överförbar infektion som orsakas av spiroketbakterien Treponema pallidum, underart pallidum. Den primära överföringsvägen är sexuell kontakt, men överföring kan också ske från mor till foster under graviditeten eller under förlossningen, vilket resulterar i medfödd syfilis. Det finns även beskrivet att infektionen kan överföras via blodtransfusion. Andra humana sjukdomar som orsakas av den besläktade Treponema pallidum inkluderar yaws (underart pertenue), pinta (underart carateum) och bejel (underart endemicum).
Tecknen och symtomen på syfilis varierar beroende på vilket av de fyra stadierna det gäller (primärt, sekundärt, latent och tertiärt). Vid primär syfilis uppstår vanligen en enstaka schanker (ett hårt, smärtfritt, klådfritt hudsår) och i sekundärstadiet får man diffusa utslag, oftast på handflatorna och fotsulorna. Feber, huvudvärk och svullna lymfkörtlar kan också förekomma. Latent syfilis ger få eller inga symtom och tertiär syfilis orsakar gumma, neurologiska eller hjärtrelaterade symtom. Syfilis brukar emellertid kallas ”den store imitatören”, eftersom den ofta ger atypiska symtom. Diagnos ställs vanligtvis via blodtester, men bakterierna kan också ses i mikroskop. Detektion av bakteriens arvsmassa kan göras i prov från det primära såret. Syfilis kan behandlas effektivt med antibiotika, särskilt med penicillin G, som företrädesvis ges intramuskulärt (intravenöst för neurosyfilis), eller annars med ceftriaxon och hos dem som har svår penicillinallergi med oral doxycyklin eller azithromycin.
År 1999 troddes tolv miljoner människor ha blivit infekterade med syfilis och över 90 procent av fallen finnas i utvecklingsländerna. Efter en dramatisk minskning i samband med att penicillin blev allmänt tillgängligt på 1940-talet har antalet infektioner ökat i många länder sedan millennieskiftet och då ofta i kombination med humant immunbristvirus (hiv). Detta har delvis tillskrivits osäkert sex bland män som har sex med män, ökad promiskuitet, prostitution samt minskad användning av barriärskydd.

## Tecken och symtom
Syfilis kan uppträda i ett av fyra olika stadier: primärt, sekundärt, latent och tertiärt  och kan också förekomma kongenitalt. Syfilis kallades ”den store imitatören” av Sir William Osler eftersom den kan manifesteras på många olika sätt.

### Primär

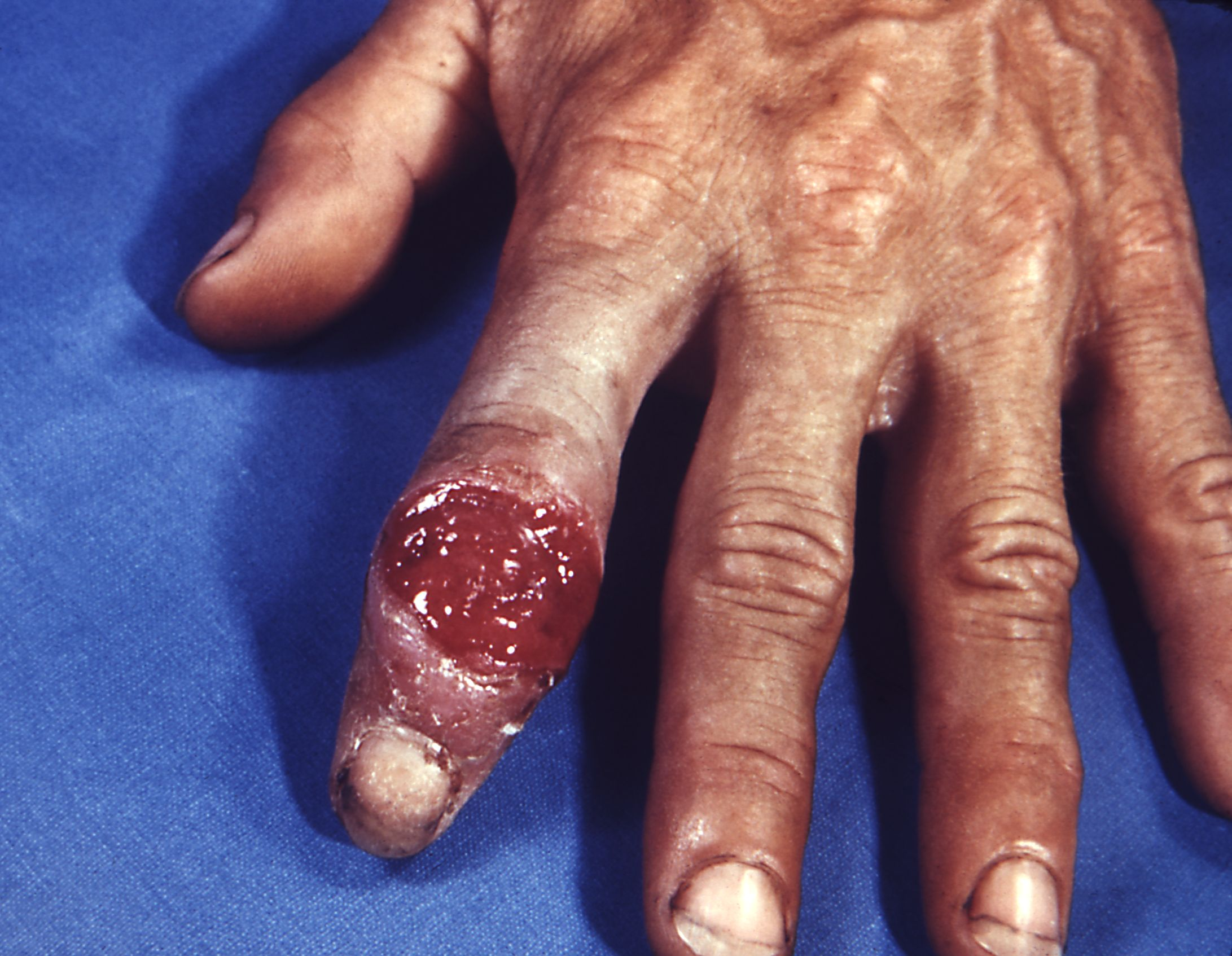
Primär schanker på handen på grund av syfilis.

Primär syfilis fås vanligtvis genom direkt sexuell kontakt med en annan persons smittsamma lesioner. Ungefär 3 till 90 dagar efter den första exponeringen (i genomsnitt 21 dagar) uppträder en hudlesion, kallad schanker, på infektionsstället. Detta är oftast (40 % av alla fall) ett enstaka hårt, icke smärtsamt hudsår som inte kliar, har en ren sårbotten, välavgränsade kanter och är mellan 0,3 och 3,0 cm stort. Lesionen kan emellertid se ut nästan hur som helst. Vanligtvis utvecklas den från en makula till en papel och slutligen en erosion eller ulceration. Ibland kan multipla lesioner förekomma (~40 %) och multipla lesioner är vanligare hos dem som också är HIV-smittade. Lesionerna kan vara smärtsamma eller ömma (30 %) och kan uppträda utanför könsorganen (2–7%). Det vanligaste stället hos kvinnor är livmoderhalsen (44 %), hos heterosexuella män penis (99 %), medan analt och ändtarmen är ganska vanligt hos män som har sex med män (34 %). Svullna lymfkörtlar förekommer ofta (80 %) runt infektionsstället och uppträder 7 till 10 dagar efter att schankern har bildats. Lesionen kan kvarstå i tre till sex veckor utan behandling.

### Sekundär

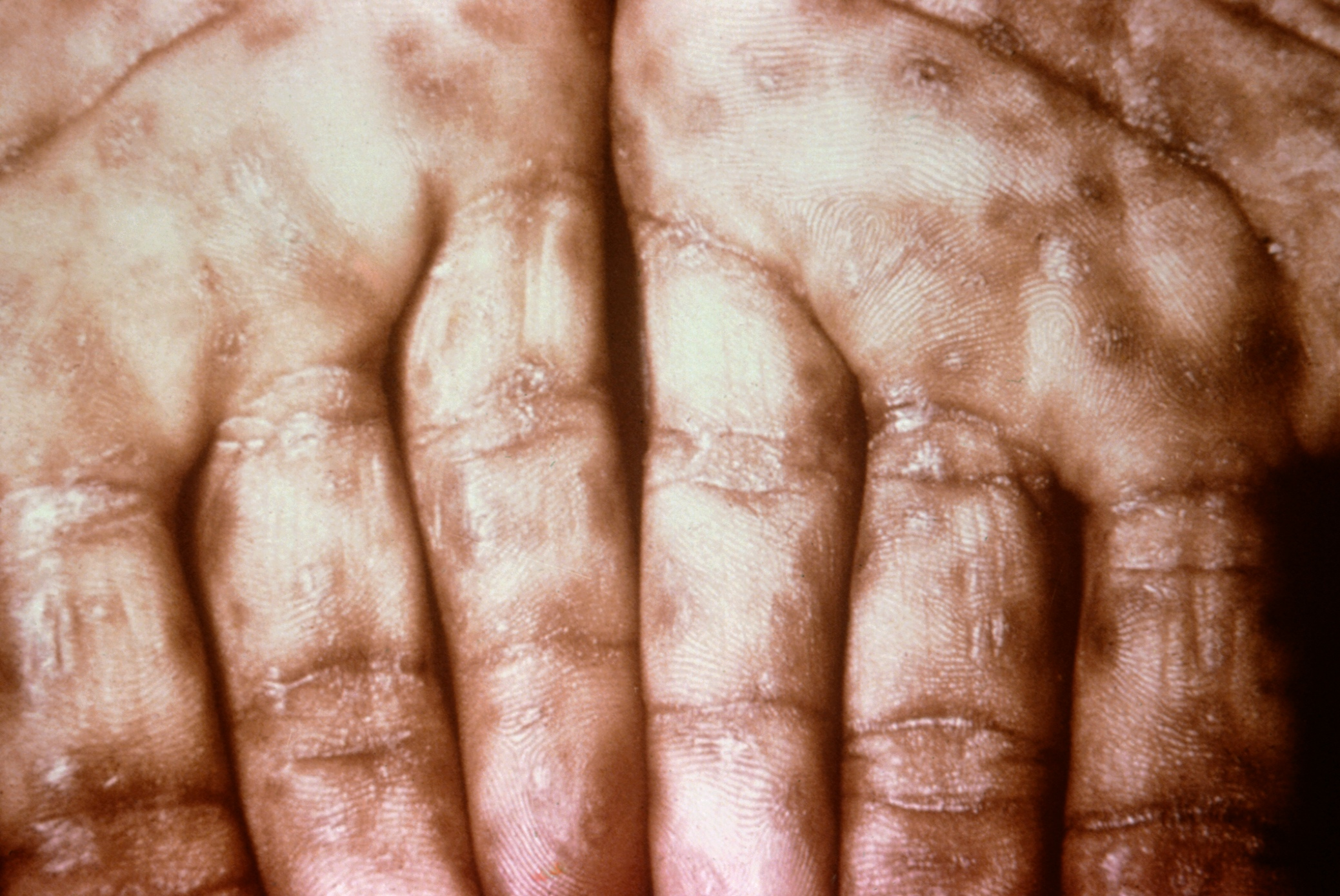
Typisk sjukdomsbild på sekundär syfilis med utslag på handflatorna

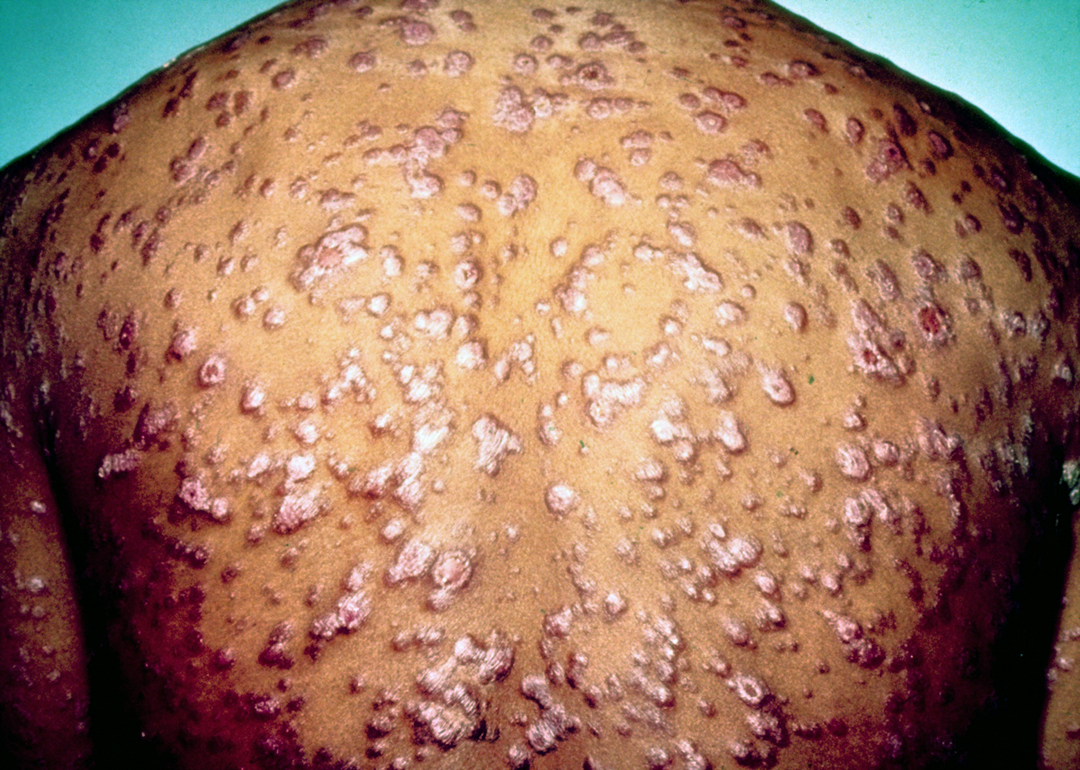
Rödaktiga papler och noduler över merparten av kroppen på grund av sekundär syfilis.

Sekundär syfilis uppträder ungefär fyra till tio veckor efter den primära infektionen. Även om sekundär syfilis är känd för att ge en mycket varierande sjukdomsbild, involverar de flesta symtomen vanligtvis huden, slemhinnorna och lymfkörtlarna. Symmetriska rödaktiga-rosa, icke-kliande utslag kan uppträda på bålen och extremiteterna, inklusive handflatorna och fotsulorna. Utslagen kan bli makulopapulösa eller varfyllda. Det kan bildas platta, breda, vitaktiga, vårtlika lesioner som kallas condyloma latum på slemhinnorna. Alla dessa lesioner bär bakterier och är smittsamma. Andra symtom kan vara feber, halsont, sjukdomskänsla, viktminskning, håravfall och huvudvärk. Exempel på ovanliga manifestationer är hepatit, njursjukdom, ledinflammation, benhinneinflammation, optisk neurit, druvhinneinflammation och interstitiell keratit. De akuta symtomen försvinner normalt efter tre till sex veckor men ca 25 % upplever återfall av sekundära symtom. Många som har sekundär syfilis (40–85 % av kvinnorna, 20–65 % av männen) uppger att de inte tidigare haft den typiska schankern vid primär syfilis.

### Latent
Diagnosen latent syfilis ges då serologiska tester visar på infektion samtidigt som kliniska symtom saknas. I USA beskrivs den vidare som antingen tidig (mindre än 1 år efter sekundär syfilis) eller sen (mer än 1 år efter sekundär syfilis). I Storbritannien används ett gränsvärde på två år för tidig och sen latent syfilis. Tidig latent syfilis kan innebära återfall av symtom. Sen latent syfilis är asymtomatisk och inte lika smittsam som tidig latent syfilis.

### Tertiär

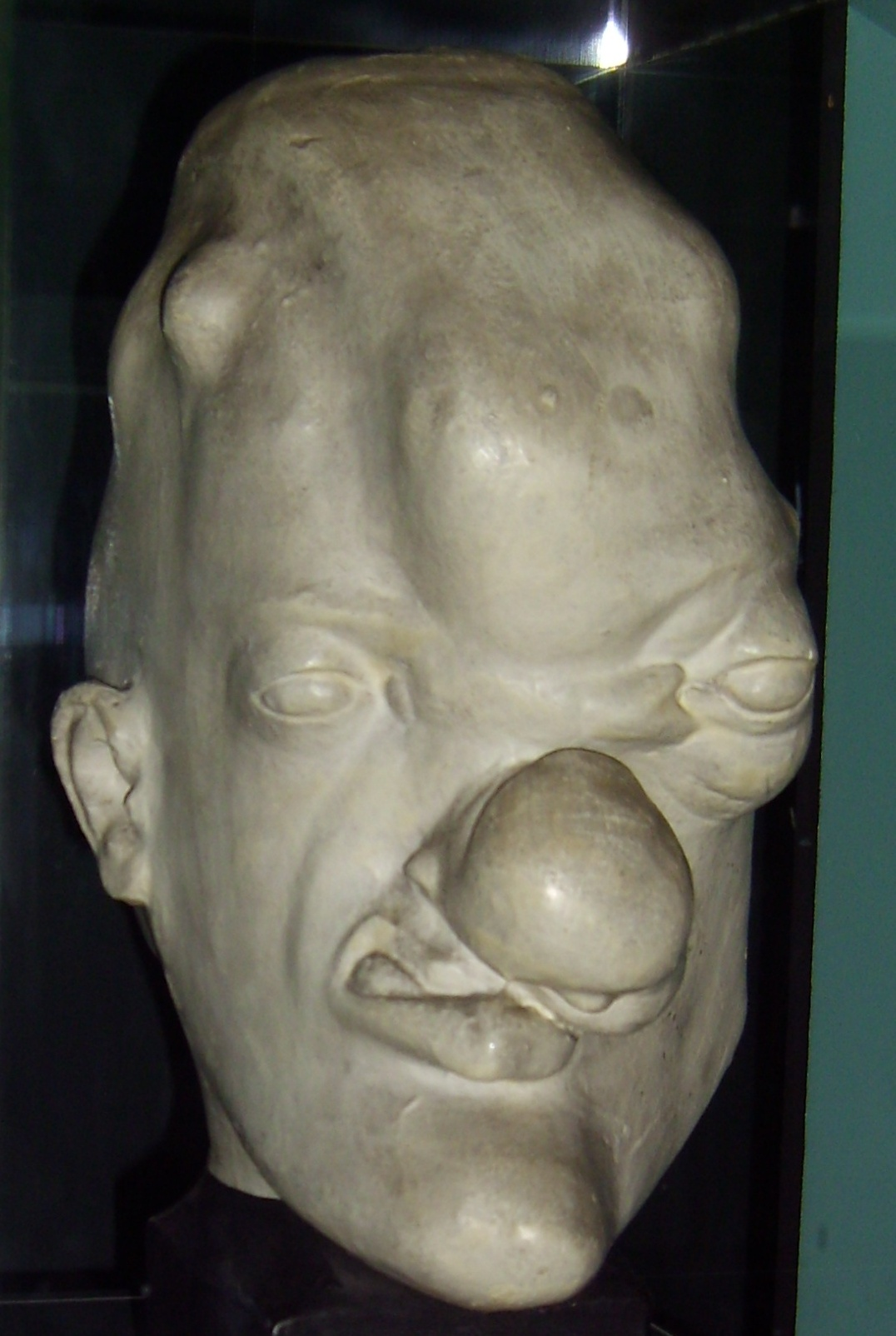
Patient med tertiär (gummatös) syfilis. Byst i Musée de l'Homme, Paris.

Tertiär syfilis kan uppträda omkring tre till 15 år efter den första infektionen och kan delas upp i tre olika typer: gummatös syfilis (15 %), sen neurosyfilis (6,5 %), och kardiovaskulär syfilis (10 %). Utan behandling utvecklar en tredjedel av de drabbade tertiär syfilis. Personer med tertiär syfilis smittar inte.
Gummatös syfilis eller sen benign syfilis uppträder vanligtvis 1 till 46 år efter den första infektionen, med ett genomsnitt på 15 år. Detta stadium karakteriseras av bildning av kroniska gumma, som är mjuka, tumörlika inflammerade kulor som kan variera mycket i storlek. De påverkar typiskt hud, skelett och lever men kan uppträda var som helst.
Neurosyfilis är en infektion som påverkar det centrala nervsystemet. Det kan uppträda tidigt och antingen vara asymtomatiskt eller manifesteras i form av syfilitisk hjärnhinneinflammation eller sent i form av meningovaskulär syfilis, dementia paralytica eller tabes dorsalis, som är förknippad med dålig balans och blixtsmärtor i de nedre extremiteterna. Sen neurosyfilis förekommer typiskt 4 till 25 år efter den första infektionen. Meningovaskulär syfilis manifesteras typiskt som apati och krampanfall och dementia paralytica som demens och tabes dorsalis. Dessutom kan Argyll Robertson-fenomen förekomma, vilket är bilateralt små pupiller som dras samman när personen fokuserar på objekt som är nära, men inte dras samman vid exponering för starkt ljus.
Kardiovaskulär syfilis uppträder vanligtvis 10–30 år efter den första infektionen. Den vanligaste komplikationen är syfilitisk aortit vilket kan resultera i aneurysmbildning.

### Medfödd
Medfödd syfilis kan uppkomma under graviditeten eller under förlossningen. Två tredjedelar av de syfilitiska spädbarnen föds utan att uppvisa symtom. Vanliga symtom som sedan kan utvecklas under de första levnadsåren inkluderar: hepatosplenomegali (70 %), utslag (70 %), feber (40 %), neurosyfilis (20 %) och pneumonit (20 %). Utan behandling kan sen medfödd syfilis förekomma hos 40 % och inkludera exempelvis: missbildningen sadelnäsa, Higoumenakis tecken, saber shin (”sabelskenben”) eller Cluttons leder.

## Orsak

### Bakteriologi

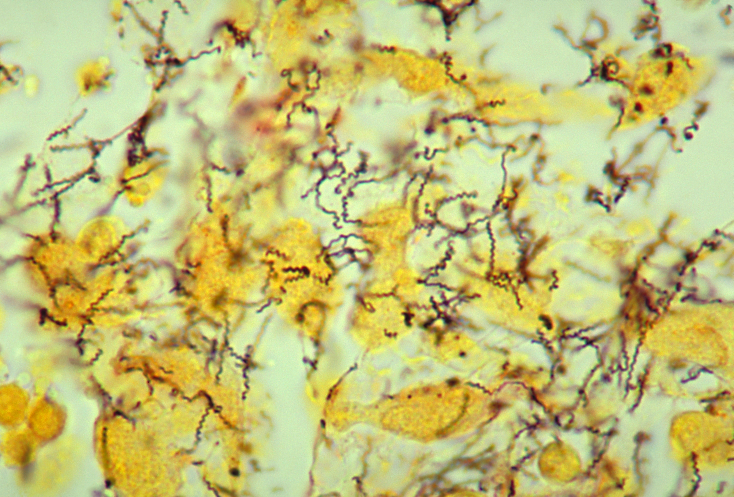
Vävnadssnitt med Treponema pallidum-spiroketer efter en modifierad Steiner-silverinfärgning.

Treponema pallidum, underart pallidum, är en spiralformad, gramnegativ och mycket rörlig bakterie. Tre andra humana sjukdomar orsakas av de besläktade Treponema pallidum, inklusive yaws (underart pertenue), pinta (underart carateum) och bejel (underart endemicum). Till skillnad från undertypen pallidum ger de inte upphov till neurologisk sjukdom. Människor är den enda kända naturliga reservoaren för underarten pallidum. Utan en värd kan den inte överleva mer än några dagar. Detta beror på att den har ett så litet genom (1,14 MDa) och inte kan koda för de metaboliska vägar som krävs för att bilda flertalet av dess makronutrienter. Den har en långsam fördubblingstid på över 30 timmar.

### Överföring
Syfilis överförs primärt genom sexuell kontakt eller under graviditeten från modern till hennes foster; spiroketerna kan passera genom intakta slemhinnor eller skadad hud. Det är därmed överförbart genom kyssar nära en lesion liksom genom oralt, vaginalt och analt sex. Ungefär 30–60 procent av dem som exponerats för primär eller sekundär syfilis kommer att få sjukdomen. Smittsamheten exemplifieras av det faktum att en individ som inokuleras med endast 57 organismer löper 50 procents risk att bli smittad. Flertalet (60 procent) nya fall i USA förekommer hos män som har sex med män. Det kan överföras via blodprodukter. Emellertid görs det tester för sjukdomen i många länder och därför är risken låg. Risken för överföring genom nåldelning verkar vara begränsad. Syfilis smittar inte via toalettsitsar, vardagliga aktiviteter eller bubbelbad eller genom att dela bestick eller kläder.

### Smittspridning och mikrob
Vanligtvis smittar syfilis genom samlag men den kan även smitta med blod. Syfilis kan också överföras från en gravid kvinna till fostret.
Det första symtomet på smittan uppträder inom någon månad efter smittotillfället i form av ett litet sår på huden där patienten varit i kontakt med bakterien, oftast på könsorganen (det primära stadiet). Sjukdomen har lång inkubationstid, 2-10 veckor.
Treponema pallidum är en mycket tunn spiroket (5-15 µm lång och 0,15 µm tjock) som inte går att färga med gramfärgning. Man har aldrig lyckats odla den på fasta medier. T. pallidum har en generationstid på 24-30 timmar vilket är mycket långt (jmf E. coli 20-30 minuter). Det vanligaste sättet att diagnostisera syfilis är genom att påvisa T. pallidum-specifika antikroppar i serum (Wassermannreaktion). Historiskt behandlades syfilis med det giftiga ämnet salvarsan, numera med antibiotika. Bakterien är höggradigt känslig för penicilliner men det krävs lång behandlingstid (troligen på grund av dess långa generationstid).
Syfilis är en allmänfarlig sjukdom enligt Smittskyddslagen.

## Diagnos

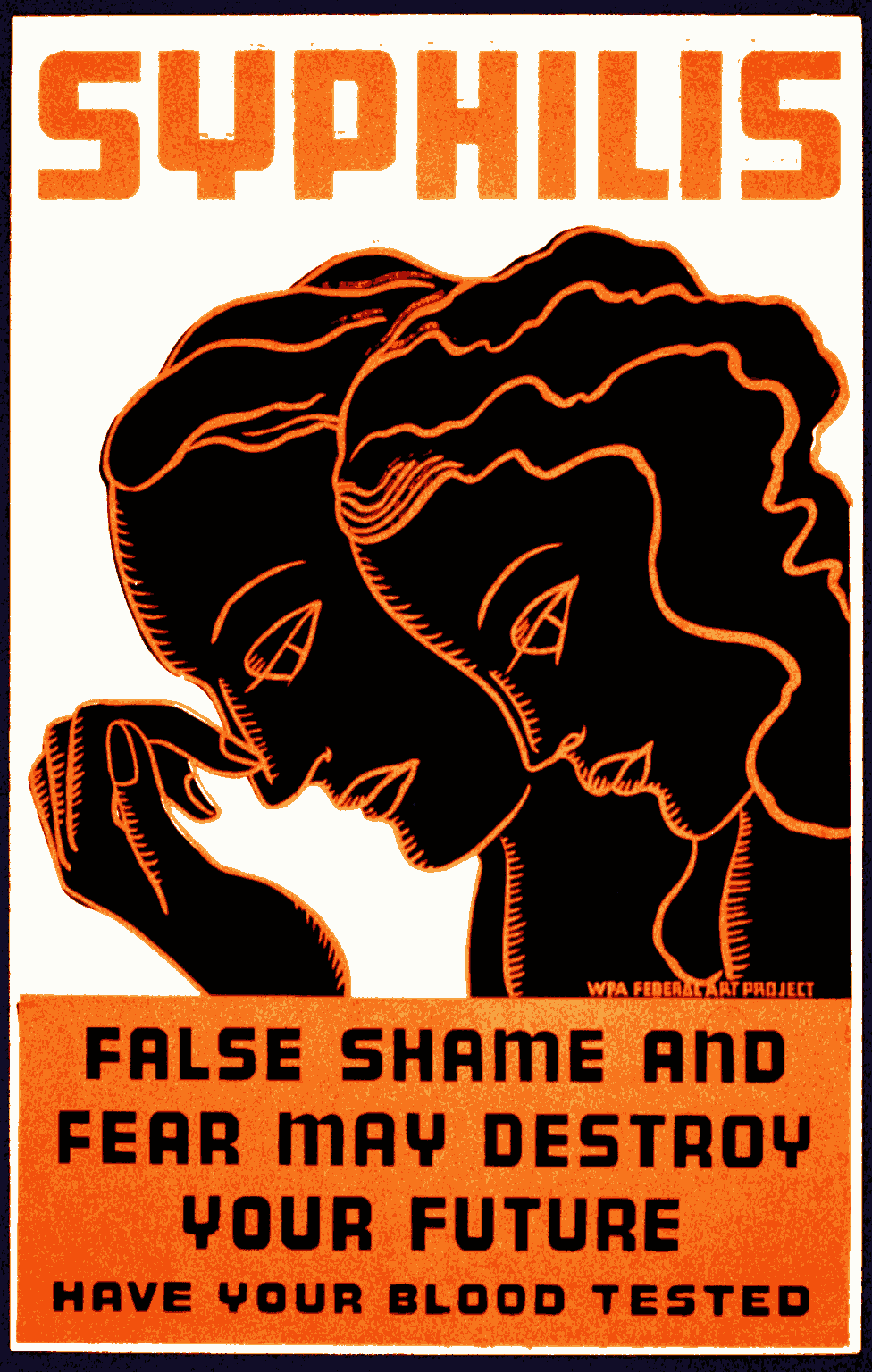
Affisch för testning av syfilis som visar en man och en kvinna som böjer sina huvuden i skam (cirka 1936).

Det är svårt att ställa en klinisk diagnos på syfilis baserat på tidiga symtom. Det bekräftas antingen via blodtester eller genom direkt visuell inspektion med mikroskopi. Blodtester är vanligare eftersom de är enklare att utföra. Med diagnostiska tester går det emellertid inte att särskilja olika sjukdomsstadier.

### Blodtester
Blodtesterna delas upp i non-treponemala och treponemala. Först används syfilistester som är ospecifika för treponema bland annat venereal disease research laboratory (VDRL) och rapid plasma reagin-test. Emellertid kan ett test ibland vara falsk positiv och måste bekräftas med ett treponematest såsom treponemal pallidum particle agglutination(TPHA) eller fluorescent treponemal antibody absorption test (FTA-Abs). Det kan uppkomma falska positiva, från testerna som är ospecifika för treponema vid vissa virala infektioner som vattkoppor och mässling liksom vid lymfom, tuberkulos, malaria, endokardit, bindvävssjukdom och graviditet. Treponema-antikroppstest brukar bli positiva två till fem veckor efter smittotillfället. Diagnosen neurosyfilis ställs då man finner ett stort antal leukocyter (främst lymfocyter) och höga proteinnivåer i cerebrospinalvätskan i samband med känd syfilisinfektion.

### Direkta tester
Mörkfältsmikroskopi av serös vätska från en schanker kan användas för att ställa en direkt diagnos. Sjukhusen har emellertid inte alltid utrustning eller erfaren personal och testningen måste göras inom 10 minuter efter att provet tagits. Känsligheten har rapporterats vara nästan 80 % och därmed kan det endast användas för att bekräfta en diagnos men inte för att utesluta en. Två andra test kan utföras på prov från en schanker: direkt immunofluorescens och nukleinsyraamplifiering. Vid direkt immunofluorescens används antikroppar som märkts med fluorescein som fäster till specifika syfilisproteiner, medan nukleinsyraamplifiering baseras på tekniker som polymeraskedjereaktion för att detektera förekomst av specifika syfilisgener. Dessa tester är inte lika tidskänsliga eftersom de inte kräver levande bakterier för att ställa en diagnos.

### Symtom och sjukdomsförlopp
Om syfilissåret inte sekundärinfekteras är det vanligt att det inte uppmärksammas av patienten. Utan behandling läker såret efter 3–8 veckor. Efter det att såret har försvunnit kan det uppträda rödbruna utslag på huden och slemhinnor (det sekundära stadiet). Man kan även få influensaliknande symtom med feber och ömhet i muskler och leder. Obehandlat varar det sekundära stadiet i upp till två år. Vid denna generella spridning får patienten också andra symtom, såsom allmän sjukdomskänsla med feber, ledbesvär, förstorade lymfknutor, fläckvis håravfall, symtom på meningit, nefrit, hepatit, chorioretinit, periostit m.m. Obehandlad syfilis kan leda till hjärnskador.
Syfilis kan även orsaka testosteronbrist hos män.
Den tidiga syfilisen (primär och sekundär syfilis) kan läka ut spontant, vilket den gör i 20–30 procent av fallen; 40–50 procent av patienterna utvecklar lesioner (sen syfilis, det tertiära stadiet). I denna fas är patienten inte längre smittsam.

## Förebyggande
Sedan 2010 finns det inget vaccin som effektivt förebygger syfilis. Avhållsamhet från intim, fysisk kontakt med en smittad person är ett effektivt sätt att minska syfilissmitta, liksom korrekt användning av latexkondom. Användning av kondom eliminerar dock inte risken helt och hållet. Därför rekommenderar Centers for Disease Control and Prevention långvariga, ömsesidigt monogama förhållanden med en icke infekterad partner och undvikande av substanser som alkohol och andra droger som ökar riskabelt, sexuellt beteende.
Medfödd syfilis hos nyfödda kan förhindras genom att screena mödrar tidigt under graviditeten och behandla dem som är smittade. United States Preventive Services Task Force (USPSTF) rekommenderar starkt en genomgående screening av alla gravida kvinnor medan Världshälsoorganisationen rekommenderar alla kvinnor att genomgå ett test vid första besöket på mödravårdsmottagningen och återigen under den tredje trimestern. Om testerna är positiva, rekommenderar de att även deras partners blir behandlade. Medfödd syfilis är emellertid fortfarande vanlig i utvecklingsländerna eftersom många kvinnor inte får någon mödravård före förlossningen och den mödravård som andra får inkluderar inte screening. Det förekommer fortfarande ibland i utvecklingsländerna, eftersom de som mest sannolikt får syfilis (genom droganvändning etc.) är de som minst sannolikt får vård under graviditeten. Ett antal åtgärder för att öka tillgängligheten till testning verkar vara effektivt för att minska incidensen av medfödd syfilis i låg- till medelinkomstländer.
Syfilis är en anmälningspliktig sjukdom i många länder inklusive Kanada, i Europeiska unionen samt USA. Detta innebär att vårdgivare är skyldiga att göra en anmälan till Smittskyddsinstitutet, som då under bästa omständigheter skickar partnerbrev till personens partner. Läkare kan också uppmuntra patienterna att be deras partners söka vård. CDC (Centers for Disease Control and Prevention – amerikanska smittskyddinstitutet) rekommenderar att sexuellt aktiva män som har sex med män testas åtminstone en gång om året.

## Behandling

### Tidiga infektioner
Förstavalsbehandlingen för okomplicerad syfilis är fortfarande en enkel dos intramuskulärt penicillin G eller en enkel dos oral azitromycin. Doxycyklin och tetracyklin är alternativa val men på grund av risken för medfödda missbildningar rekommenderas dessa inte till gravida kvinnor. Antibiotikaresistens har utvecklats mot ett antal medel inklusive makrolider, klindamycin och rifampin. Ceftriaxon, ett tredje generationens cefalosporin-antibiotika kan vara lika effektivt som penicillinbehandling.

### Sena infektioner
Eftersom penicillin G har dålig förmåga att penetrera det centrala nervsystemet rekommenderas de som har neurosyfilis att ges stora doser penicillin intravenöst under minst 10 dagar. Om en person är allergisk kan man använda ceftriaxon eller försöka med desensibilisering för penicillin. Andra sena manifestationer kan behandlas med intramuskulärt penicillin G en gång i veckan i tre veckor. Vid allergi tidigt i sjukdomen kan doxycyklin eller tetracyklin användas men under en längre tidsperiod. Behandling i detta stadium begränsar sjukdomens progression men ger bara en liten effekt på skada som redan har skett.

### Herxheimers reaktion
En av de biverkningar som behandlingen kan ge upphov till är Herxheimers reaktion. Den uppkommer oftast inom en timme och varar i 24 timmar med symtom som feber, muskelvärk, huvudvärk och takykardi som orsakas av cytokiner som frisätts av immunsystemet i respons till de lipoproteiner som frisätts från rupturerade syfilisbakterier.

## Epidemiologi
| no data <35 35–70 70–105 105–140 140–175 175–210 | 210–245 245–280 280–315 315–350 350–500 >500 |

Åldersstandardiserad mortalitet till följd av syfilis per 100 000 invånare år 2004.
no data
<35
35–70
70–105
105–140
140–175
175–210
210–245
245–280
280–315
315–350
350–500
>500

År 1999 troddes tolv miljoner människor ha blivit infekterade med syfilis och över 90 procent av fallen finnas i utvecklingsländerna. Det drabbar mellan 700 000 och 1,6 miljoner graviditeter per år och resulterar i missfall, dödfödsel och medfödd syfilis. I subsahariska Afrika bidrar syfilis till omkring 20 procent av de perinatala dödsfallen. Antalet är proportionellt högre bland intravenösa missbrukare, de som är smittade med hiv samt bland män som har sex med män. Sedan år 2007 är antalet män i USA med syfilis sex gånger så högt som bland kvinnor, medan antalet var nästan lika stort år 1997. Afroamerikaner svarade för nästan hälften av fallen år 2010.
Syfilis var vanligt i Europa under 1700- och 1800-talen. I utvecklingsländerna minskade smittan snabbt i och med den utbredda användningen av antibiotika fram till 1980-talet och 1990-talet. Sedan år 2000 har antalet syfilissmittade ökat i USA, Kanada, Storbritannien, Australien, och Europa, främst bland män som har sex med män. Antalet syfilissmittade bland amerikanska kvinnor har däremot förblivit stabilt under denna tid. Antalet smittade kvinnor i Storbritannien har ökat, men inte i samma grad som bland män. Antalet har ökat bland heterosexuella i Kina och Ryssland sedan 1990-talet. Detta har tillskrivits sexuell promiskuitet, prostitution och minskad användning av barriärskydd.
Utan behandling innebär det en mortalitet på 8–58 procent, med ett högre dödstal bland kvinnor. Symtomen på syfilis blev mindre allvarliga under 1800- och 1900-talen, delvis beroende på den utbredda tillgängligheten av effektiv behandling och delvis beroende på minskande virulens hos spiroketen. Med tidig behandling blir det få komplikationer. Syfilis ökar risken för hivsmitta två till fem gånger och saminfektion är vanlig (30–60 procent i flera stadskärnor).

## Namnets uppkomst
Namnet syfilis uppstod 1530. Fåraherden Syphilis är en litterär person, som i en av läkaren och diktaren Girolamo Fracastoros medicinska lärodikter Syphilis sive de morbo gallico ("Syfilis eller om den franska sjukan") sägs lida av sjukdomen. Dess namn är sammansatt av latinets sus (svin) och grekiskans philos (vän). I berättelsen retar herden guden Apollon som straffar honom med sjukdomen. Anledningen till att Fracastoro skrev dikten lär ha varit en epidemi bland franska soldater i Neapel 1495.

## Historia

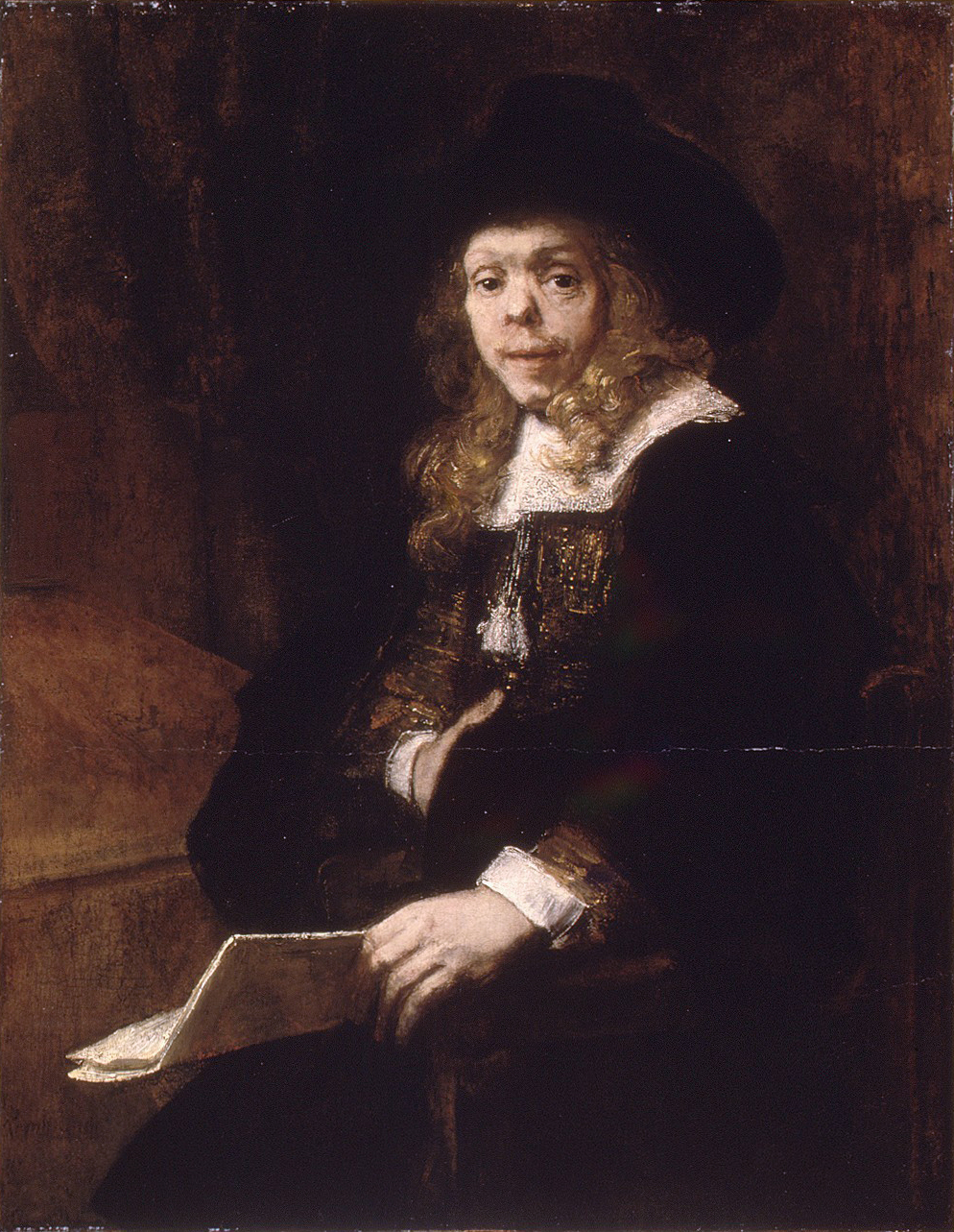
Porträtt av Gerard de Lairesse av Rembrandt van Rijn,cirka 1665–67, olja på duk - De Lairesse, själv målare och konstteoretiker som led av medfödd syfilis, vilket gav honom ett svårt vanställt ansikte och slutligen gjorde honom blind.

### Bakgrund
Sjukdomens ursprung är okänt men det finns två huvudteorier. Den ena föreslår att syfilis fördes till Europa av hemkommande besättningsmän från Christopher Columbus resa till Amerika medan den andra föreslår att syfilis redan existerade i Europa men utan att kännas igen. Hypoteserna kallas ”Columbian” respektive "pre-Columbian”. ”Columbian”-hypotesen är den som bäst stöds av tillgängliga bevis.

### Tidig europeisk spridning
De första skriftliga anteckningarna om en syfilisepidemi i Europa gjordes åren 1494/1495 i Neapel, Italien under en fransk invasion. Dess äldsta namn blev därigenom "Neapolitanska sjukan", i Frankrike kom den att kallas "Italienska sjukan". Efter att ha fått fäste i Frankrike genom att sprida av de återvändande franska trupperna blev den bland annat i Tyskland känd som ”Franska sjukan”; en äldre benämning som fortfarande används. Vid sidan av fransosen är pocker det vanligaste äldre svenska namnet.
Skelett äldre än 1500 e.Kr. som uppvisar syfilis har endast återfunnits på den amerikanska kontinenten. Skelett från precolumbianska gravar i Centralamerika bär till exempel tydliga tecken på sjukdomen. I samtida källor beskrivs också den sjukdom Columbus sjömän hade med sig hem från Amerika 1493:
”Det har behagat den gudomliga rättvisan att sända ner till oss tidigare för oss okända sjukdomar och som man ej heller kan läsa om i böcker, sådan som den nya sjukan som först sågs i Spanien i Herrens år 1493; i staden Barcelona, som smittades, och därifrån hela Europa.” (Ruy Diaz de Isla, 1462–1542)
Genom sjömän i Europas hamnar spred sig smittan med otrolig snabbhet. Även legosoldater bar stor skuld i detta. Den franske kungen Karl VIII:s härtåg mot Neapel 1494–1495 resulterade i att mängder av soldater smittades av napolitanska sjukan. Senare fick sjukdomen för det mesta bära namnet fransosen, spanjoren eller (i Norden) pocker. Till Indien fördes smittan 1498 av Vasco da Gamas sjömän. Snart nådde den också Kanton och år 1512 fanns den i Japan under namnet kinesiska lustsjukan.
Under de första decennierna av 1500-talet upplevde man sjukdomen som Guds straff. De sjuka fick till och med ett eget skyddshelgon, S:t Dionysius. I de högre samhällsklasserna försökte man emellertid bortförklara sjukdomen genom att inpassa den i de finare sederna. Erasmus av Rotterdam, sin tids störste humanist och lärde, död 1536, berättar att en adelsman som ännu ej hade fått sjukdomen ansågs för outbildad och bondsk. Själv led Erasmus av sjukdomen.
Sjukdomen kom till Norden med Svarta gardet av 6 000 sachsiska landsknektar som kung Hans satte in mot Sverige 1497. Av allt att döma infördes sjukdomen även till Sverige av samma här. I ett brev från Kalmar 1508 sägs sjukdomen vara införd under kung Hans regering. Enligt rykten skulle även kung Hans själv ha varit drabbad av syfilis. En av de första kända personerna som drabbades var Svante Nilsson (Sture). Av allt att döma fick han syfilis 1498 eller 1499. I ett odaterat brev troligen författat 1500 klargör han att det var syfilis han led av. Det slaganfall han drabbades av 1512 var möjligen orsakat av tertiär syfilis. En annan som insjuknade var riksrådet och ståthållaren på Tavastehus slott Åke Jöransson (Tott), som i brev till riksföreståndaren utförligt berättat om sin sjukdom. Han insjuknade troligen 1508.
Christian Pedersen nämner i sin nordiska läkebok 1533: ”Denne siugdom er saa meget almindelig i disse land oc rige.” I Norden var det speciellt på de offentliga badstugorna, där osedligt leverne förekom, som smittan spreds.
Som botemedel rekommenderar Christian Pedersen i sin läkebok bland annat kvicksilversalva, som dock medförde fruktansvärda lidanden. Många dog av kuren. Så troligtvis också den kvinna som återfunnits vid utgrävningarna av Aebelholt kloster på Själland. Kvinnan, 25–30 år gammal, har lidit av syfilis, vilket avslöjas av en sjuklig förändring, ett märke på pannbenet, en ”venuskrona”. En laboratorieundersökning har också visat att skelettet har mycket hög kvicksilverhalt.
Till Danmark kom sjukdomen förmodligen med de sachsiska trupper som sattes in av kung Hans mot Sten Sture den äldre, först under Kristian II:s fälttåg 1517-1520 verkar sjukdomen fått fäste i Sverige. Sjukdomen bidrog till att de offentliga badinrättningarna som tidigare varit vanliga i städerna stängdes.
År 1530 användes namnet ”syfilis” för första gången av den italienske läkaren och poeten Girolamo Fracastoro efter titeln och namnet på huvudpersonen i hans poem på latin Syphilus som på daktylisk hexameter beskrev hur smittan härjade i Italien. Historiskt blev den känd som ”great pox” i engelskspråkiga länder.

### Historiska behandlingar och patienter
Redan Paracelsus föreskrev kvicksilver som botemedel mot syfilis, vilket in på 1900-talet förblev den vanligaste behandlingen mot sjukdomen, ibland kombinerat med kaliumjodid.
Den bakomliggande organismen Treponema pallidum identifierades först av Fritz Schaudinn och Erich Hoffmann år 1905. Den första effektiva behandlingen (Salvarsan) utvecklades år 1910 av Paul Ehrlich vilket följdes av försök med penicillin och bekräftelse på dess effektivitet år 1943. 
Innan dess försökte man behandla sjukdomen genom att döda spiroketerna med värme, ett sätt att göra detta var att inducera hög feber genom att smitta patienterna med en annan infektionssjukdom – malaria. Verkningsmekanismen är att Treponema pallidum dör av hög värme (dessvärre dog 5-13 % av patienterna).   Malaria kunde man behandla med kinin. Denna behandlings uppfinnare Julius Wagner-Jauregg tilldelades nobelpriset i medicin 1927 . Framför allt var det patienter med tertiär syfilis och generell förlamning (och mycket dålig prognos) som behandlades på detta sätt. Någon randomiserad dubbelblindad studie har inte gjorts på denna metod som användes mellan 1917 och 1950. 
Kurhus kallades fram till 1901 de vårdinrättningar som hade till uppgift att behandla patienter med könssjukdomar. 
Många kända historiska personer, bland andra Franz Schubert, Arthur Schopenhauer, Édouard Manet och Adolf Hitler, tros ha haft sjukdomen.

## Syfilis i kulturen

### Konst och litteratur

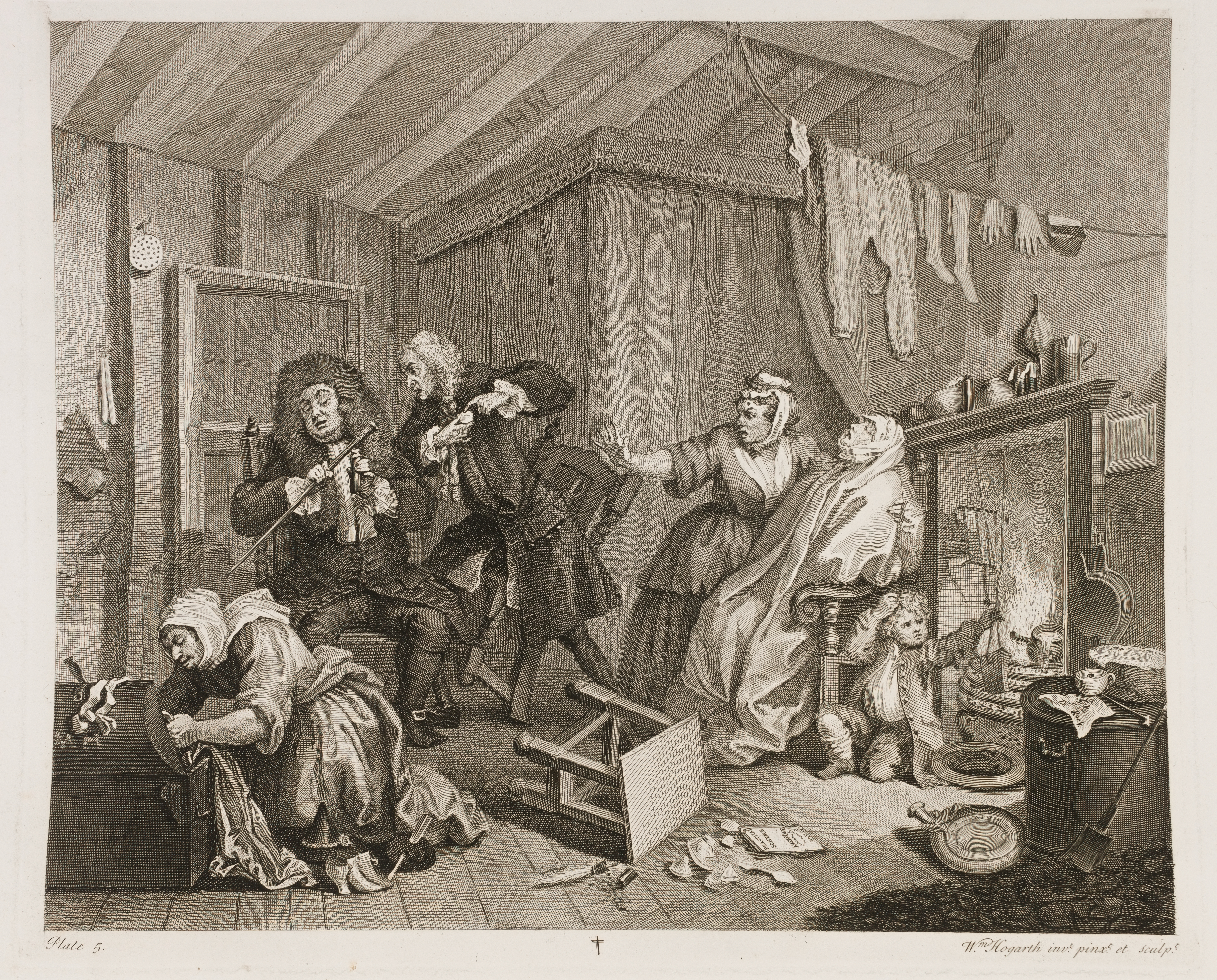
Moll dör av syfilis, Hogarths En glädjeflickas historia

De tidigaste europeiska konstverken som illustrerade syfilis är Albrecht Dürers Syfilitisk man, ett träsnitt som tros visa en landsknekt, en nordeuropeisk legosoldat. Myten om femme fatale eller ”ödesdigra kvinnor" under 1800-talet tros delvis härröra från den ödeläggande syfilisen med klassiska exempel i litteraturen som John Keats La Belle Dame sans Merci.
Konstnären Jan van der Straet gjorde en målning föreställande en rik man som behandlas för syfilis med trä från det tropiska guaiacum någon gång runt år 1580. Verkets titel är "Preparation and Use of Guayaco for Treating Syphilis” (Beredning och användning av Guayaco för behandling av syfilis). Det faktum att konstnären valde att inkludera denna bild i en serie konstverk som hyllar den nya världen visar hur viktig en syfilisbehandling, trots dess ineffektivitet, var för den europeiska eliten på den tiden. Det färgstarka och detaljerade konstverket visar fyra tjänare som bereder en brygd medan en läkare ser på och samtidigt gömmer något bakom ryggen, medan den olyckliga patienten dricker.

### Studier i Tuskegee och Guatemala
Ett av de mest ökända fallen i USA när det gäller tvivelaktig medicinsk etik under 1900- talet var Tuskegee-studien av syfilis. Studien ägde rum i Tuskegee, Alabama, med stöd av U.S. Public Health Service (PHS) i samarbete med Tuskegee Institute. Studien började år 1932 när syfilis var ett utbrett problem och det inte fanns någon säker och effektiv behandling. Studien var utformad att mäta progression av obehandlad syfilis. År 1947 hade penicillin bekräftats vara ett effektivt botemedel mot syfilis och började användas i stor utsträckning för att behandla sjukdomen. Studiens ledare fortsatte emellertid med studien och erbjöd inte deltagarna penicillinbehandling. Detta är omdiskuterat och några har funnit att penicillin gavs till många av deltagarna. Studien avslutades inte förrän år 1972.
Syfilisexperiment utfördes också i Guatemala mellan 1946 och 1948. Det var USA-sponsrad försökspersoner som utfördes under Juan José Arévalos regering i samarbete med några guatemalanska hälsoministrar och ämbetsmän. Läkare infekterade soldater, fångar och psykiskt sjuka med syfilis och andra sexuellt överförbara infektioner utan informerat samtycke från deltagarna och behandlade dem sedan med antibiotika. I oktober 2010 bad USA formellt Guatemala om ursäkt för att ha utfört dessa experiment.

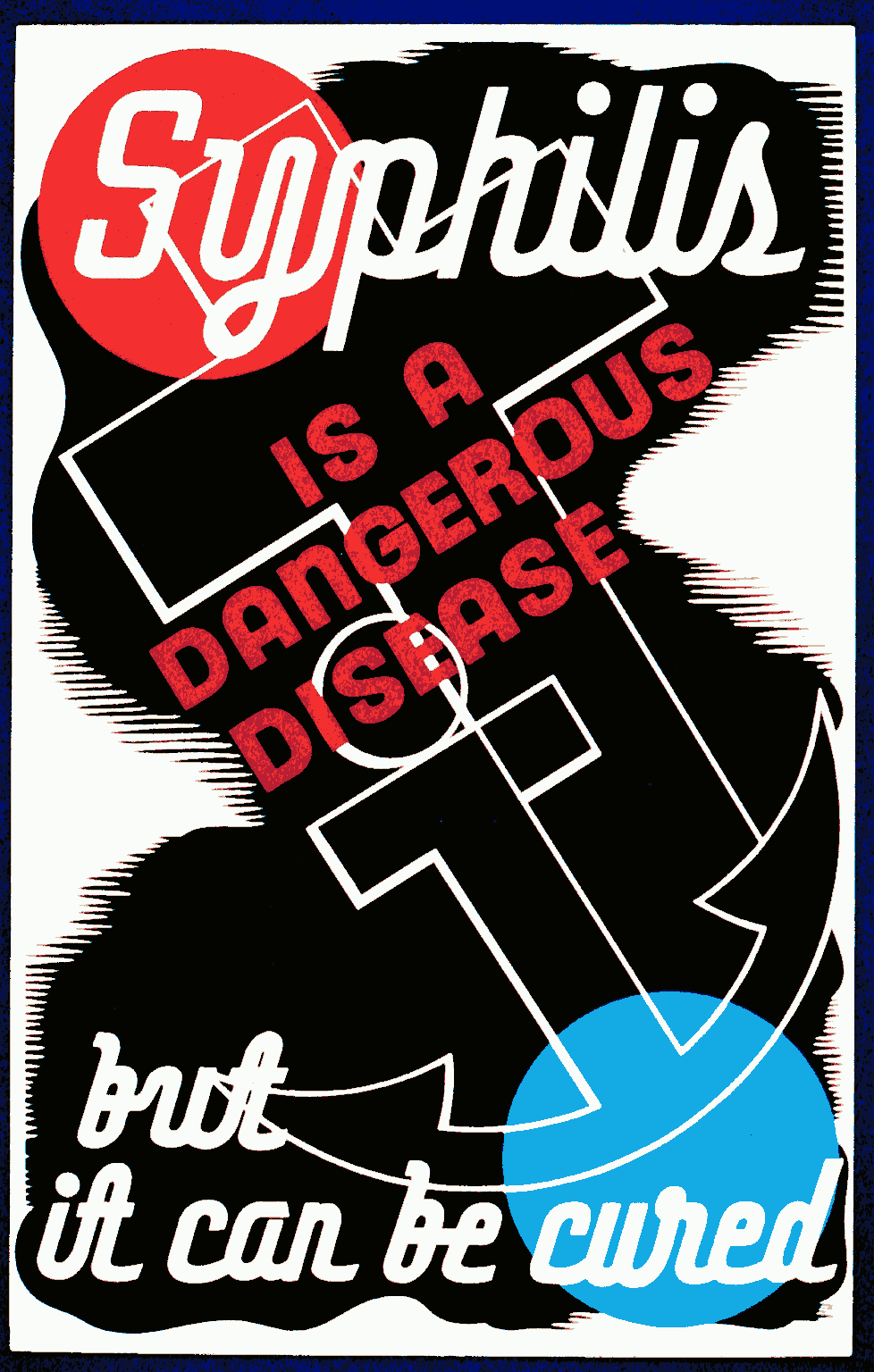
Amerikansk varningsaffisch från 1930-talet.